# دانیل کوکلی
دانیل کوکلی (به انگلیسی: Daniel Coakley) (زادهٔ ۱۳ دسامبر ۱۹۸۹) شناگر اهل ایالات متحده آمریکا است.